# Фіркси

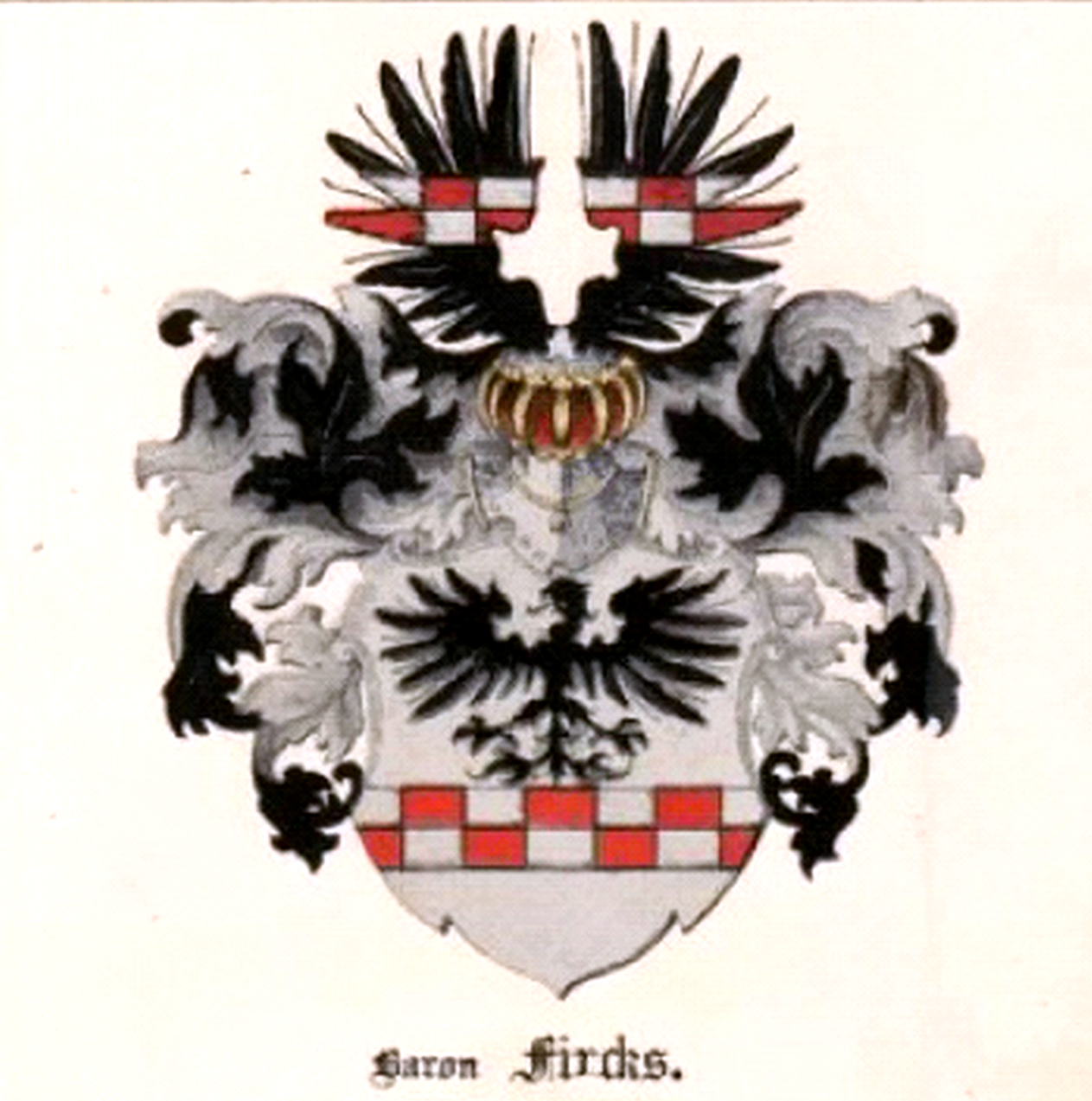
Герб Фірксів (Балтійський гербовник)

Фі́ркси (нім. Fircks), або фон Фі́ркси (нім. von Fircks, «Фіркські») — балтійський німецький шляхетний рід. Піддані Данії, Швеції, Курляндії, Росії. Вперше згадуються під 1306 роком як васали Данської корони в Естляндії. Безперервна лінія роду простежується з 1450-х років, від Вольмара фон Фіркса, васала Тевтонського ордену в Лівонії. Від XIV ст. рід мав маєтки в Естляндії, а наприкінці XV ст. — у Курляндії; від них походять естляндська і курляндська гілки роду. 1620 року занесений до матрикулу курляндського лицарства у чині фрайгерів. Російський Сенат підтвердив баронські титули обох гілок у 1853 і 1862 роках. До 1920 року володів землями на Ризькому помор'ї.

## Назва
- Фі́ркси (нім. Fircks), або фон Фі́ркси (нім. von Fircks, «Фіркські»)
- Фі́рккси — альтернативний запис, де диграф ck передається подвійним к.

## Герб
Срібний щит перетятий червоною балкою, шаховою, зі срібними квадратами. У главі щита чорний орел (іноді із червоними лапами). Намет чорний, підбитий сріблом. У клейноді два чорні крила, перетяті червоною балкою, шаховою, зі срібними квадратами.

## Курляндські Фіркси

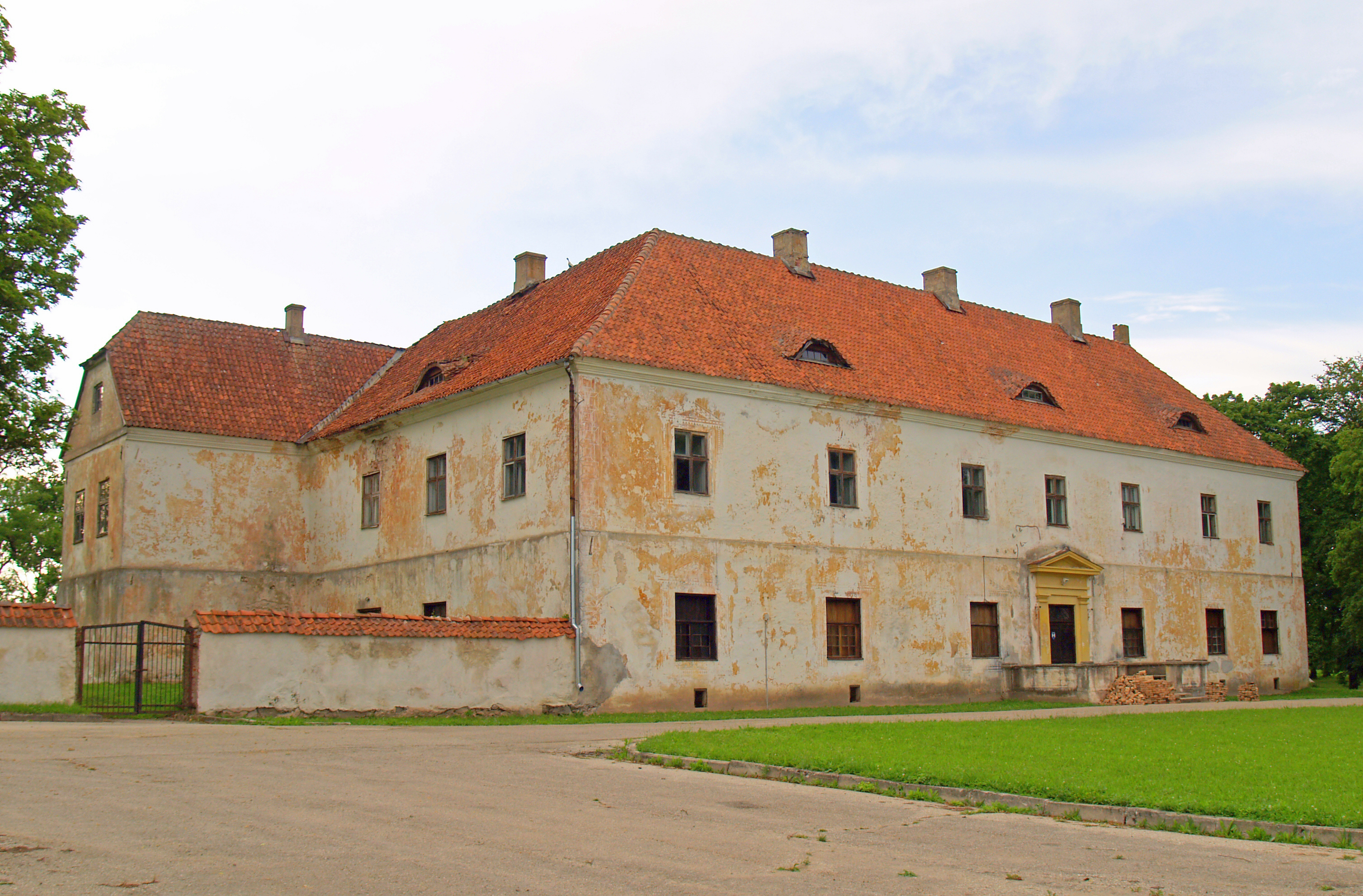
Нурмгузенський замок роду (Латвія, Нурмуйжа)

Курляндська гілка роду Фірксів вписана у матрикул курляндського лицарства від 17 жовтня 1620 року, під 3-м номером І класу, в чині фрайгерів.